# 闇に香る嘘
『闇に香る嘘』（やみにかおるうそ）は、下村敦史による日本の推理小説。第60回江戸川乱歩賞を受賞したデビュー作。
第52回（2006年）から毎年江戸川乱歩賞に応募し続け、9度目で受賞に至った。この間、5度最終候補に残り、落選に落ち込む時もあったが、未熟さを見抜いた選考委員からの激励と受け取り、励むことが出来たという。選考委員からは「相対評価ではなく、絶対評価でA」（有栖川有栖）、「自信をもって世に出せるものを送り出せた。ぜひ期待してほしい」（今野敏）と高評価だった。応募時・受賞時のタイトルは「無縁の常闇に嘘は香る」だったが、「タイトルが意味不明」（石田衣良）、「作品のコンセプトを語り過ぎている」（桐野夏生）、「とにかくタイトルを何とかしてほしい」（今野敏）と総じて不評で、改題に至った。「週刊文春ミステリーベスト10」で第2位、「このミステリーがすごい!」で第3位にランクインした。

## あらすじ
開拓団として移住した両親の子供として満州で生まれ育った村上和久は、戦中・戦後の食糧難による栄養不足が原因で、41歳の時に光を失い盲目になった。それから数年後、満州での避難行の最中に濁流に飲まれ、もはや死んだものと諦めていた兄が中国残留孤児として日本に帰国し、再会する。中国人の養父母に育てられた兄の言動に、日本人とは違う相容れないものを感じた和久は自然と距離を置くようになり、兄は岩手の実家で母親と暮らすようになる。
和久は視覚障害が原因で妻に去られ、やがて一人娘との関係も悪化し断絶。
時が経ち、69歳になった和久は、腎臓病を患う孫娘への腎臓移植の適合検査を受けるが、数値に問題があり、移植は叶わず、和解しつつあった娘からも冷たい言葉を浴びせられる。そんな折、残留孤児支援政策の不備を訴え、国家賠償の集団訴訟を起こしていた兄から訴訟費用を無心する電話が入る。またかとうんざりする和久だったが、兄に移植の件を頼もうと岩手へ向かう。
久しぶりに母の手料理や懐かしい郷土料理を味わい、場の空気が和らいだのを見計らって、兄に移植の検査の件を伝えると、兄は言下に拒否する。せめて検査だけでもと粘るが、兄の態度は頑なだった。諦めきれない和久は、なぜ兄がそこまで頑なに移植を拒むのか理解出来ず、検査を受けると何か困ることがあるのか、兄は本当に自分と血が繋がった兄弟なのか、まさか偽残留孤児ではないかという疑問が頭をもたげてくる。兄が帰国した時、母はすぐに兄だと確信したというが、既に失明していた和久には確かめようがなかった。兄の正体を探ろうと、同じ開拓団で生活を共にしていたかつての仲間たちを訪ね、手がかりになるものがないかと当時の様子を聞くと、兄にはあるはずの火傷の痕がないことが分かる。間もなく、猜疑心に苛まされる和久の元に「本物の兄」を名乗る男から電話が入り、疑惑はますます深まっていく。時を同じくして、和久の元には差出人不明の不気味な内容の点字の俳句が連続して届くようになっていた。

## 登場人物
村上 和久
69歳。盲目。41歳の時に失明するまで、カメラマンをしていた。差出人不明の点字の俳句が郵送されてくる。記憶障害のおそれがあるからと医者に注意されているのにもかかわらず、精神安定剤を酒で服用する習慣がある。
長らく断絶状態にあった娘・由香里との融和を図ろうと、人工透析を受けている腎臓病の孫娘・夏帆への腎臓移植のための検査を受けるが、数値に問題があり、叶わなかった。兄に検査を打診するも断られ、兄が本物なのか疑い始める。
村上 竜彦
和久の兄。元中国残留孤児で、1983年の訪日調査で永住帰国した。国家賠償訴訟中で、和久に訴訟費用を無心する。
郷田
大和田海運社員。赤字が続く輸入事業の回復のため、コンテナでの密航を受けるが、開けておいた空気穴が塞がれ、密航者たちが窒息死してしまう。
磯村 鉄平
「残留孤児の未来を取り戻す会」の会長。
比留間 雄一郎
残留孤児支援団体の職員。
大久保 重道
90歳。村上一家と同じ開拓団で生活していた。竜彦への疑惑を聞き、本物ならば右前腕に火傷があることを教える。
張永貴（ジャン ヨングェ）
同じ開拓団で生活していた残留孤児二世。
曾根崎 源三
竜彦を探して張を訪ねてきたという男。
徐 浩然（シュー ハオラン）
本物の和久の兄を名乗り、和久に電話をかけてきた男。大和田海運のコンテナ船で密入国した。
稲田 とみ子
元満州移民。現在は北海道在住。